# M.Shivara, Channarayapatna
M.Shivara là một làng thuộc tehsil Channarayapatna, huyện Hassan, bang Karnataka, Ấn Độ.